# 兵庫カンツリー倶楽部
兵庫カンツリー倶楽部（ひょうごカンツリーくらぶ）は、兵庫県神戸市にあるメンバーシップ制のゴルフ場。

## 概要
昭和34年（1959年）4月にゴルフ場建設の計画を開始し、昭和35年（1960年）3月に有馬土地開発株式会社の運営で開場した。昭和36年（1961年）12月にコースを拡張して現在に至る。
昭和40年（1965年）に神戸電気鉄道（現 神戸電鉄）の傘下となり、のちに神鉄兵庫ゴルフ株式会社に社名を変更、神鉄グループに属していた。
平成24年（2012年）4月1日より神鉄グループに属したままリゾートソリューション株式会社に兵庫カンツリーの運営を委託していたが、平成27年（2015年）3月31日よりリゾートソリューション株式会社の連結子会社となり、長らく所属していた神鉄グループから離脱した。また社名も同日付で兵庫カンツリー倶楽部株式会社に変更した。

平成28年（2016年）10月27日にはタツミコーポレーション株式会社に経営を交代している。

## 所在地
- 〒651-1252 兵庫県神戸市北区山田町原野字鹿見山109番地

## コース情報
- 開場日：昭和35年3月19日
- 設計者：前田建造
- コース：18H Par72 6,504Y
- JGAコースレート：70
- 練習施設：打撃場220Y・12打席

## アクセス
- 車の場合

阪神高速北神戸線/箕谷ランプ
- 電車の場合

谷上駅（神戸市営地下鉄北神線・神戸電鉄有馬線）下車　マイクロバスでの送迎あり

## コースの特長
適度なアンジュレーションを描くフェアウェイ、ベントグリーン、フェアウェイ近くに配されているカート道路など、幅広い世代が楽しめるコース。